# Renodes brunnea
Renodes brunnea là một loài bướm đêm trong họ Erebidae.